# 因河地区诺伊霍芬
因河地区诺伊霍芬（德語：Neuhofen im Innkreis）是奥地利上奥地利州因克赖斯地区里德县的一个市镇。总面积16平方公里，总人口2163人，人口密度135.2人/平方公里（2005年）。